# Antonin Artaud
Antonin Artaud (výslovnost: arto, plným jménem Antoine Marie Joseph Artaud, 4. září 1896 Marseille, Francie – 4. března 1948 Ivry-sur-Seine) byl francouzský básník a divadelník; představitel francouzské meziválečné avantgardy, volně řazený do okruhu tzv. „prokletých básníků“.

## Život a dílo
Jeho raná básnická tvorba byla silně ovlivněna surrealismem. Po roztržce se surrealistickou skupinou se zaměřil na divadelní tvorbu. Nejprve spolupracoval s představiteli francouzské divadelní avantgardy: v roce 1927 založil společně s Rogerem Vitracem a Robertem Aronem Divadlo Alfréda Jarryho, kde uváděl například Strindbergovy a Claudelovy hry. Později založil vlastní divadelní scénu, kterou nazval Divadlo krutosti. Svoji představu, jak má vypadat moderní divadlo, popsal jednak teoreticky ve spisu Manifest divadla krutosti (Manifeste du théâtre de la cruauté, 1932), jednak ji předvedl v představení divadelní adaptace Shelleyho tragédie a Stendhalovy povídky Cenciové (Les Cenci, 1935). V polovině 30. let odjel do Mexika, kde se účastnil náboženských rituálů mexických indiánů. Po návratu do Francie u něj naplno propukla duševní nemoc, v letech 1937-46 byl opakovaně internován v psychiatrické léčebně.

### Básnické sbírky
- Triktak nebe (Tric-trac du ciel, 1922)
- Pupek předpeklí (L’Ombilic des limbes, 1925)
- Heliogabalus aneb Korunovaný anarchista (Héliogabale ou l’Anarchiste couronné, 1935) – nejrozsáhlejší básnická skladba; na základě studia pramenů zde popsal život historické postavy syrského kněze, jenž se ve čtrnácti letech z vůle svého pohanského boha stal římským císařem.
- Van Gogh aneb Zasebevražděný společností (Van Gogh ou le Suicidé de la société, 1947, česky 1993) – báseň-esej, nejvýznamnější Artaudovo dílo. Vzniklo po návštěvě výstavy díla nizozemského malíře Vincenta van Gogha, jehož osud zneuznaného umělce připomněl Artaudovi osud vlastní a v němž našel spřízněnou duši.

### Teoretické práce
- Divadlo a jeho dvojenec (Le Théâtre et son double, 1938) – sbírka esejů, v níž popsal svoji vizi divadla.

## Význam
Artaudovo dílo výrazně ovlivnilo moderní divadelní tvorbu, k jeho dramatickému odkazu se hlásili Eugène Ionesco, Samuel Beckett a Jean Genet.